# Första anglo-afghanska kriget
Första anglo-afghanska kriget utkämpades mellan Brittiska Indien och Afghanistan från 1839 till 1842. Kriget föranleddes, enligt det brittiska imperiet, av oron över den ryska expansionen i Centralasien.

## Historia
På grund av lösa rykten om ett samband mellan den afghanska emiren Dost Muhammed och den persisk-ryska expansionen skickade den brittiske generalguvernören i Indien, lord Auckland, en här mot Afghanistan 1839. Engelsmännen trängde fram över Kandahar och Ghazni och erövrade huvudstaden Kabul. Dost Muhammed fördes som fånge till Calcutta och den 1810 avsatte Shah Shuja återsattes på tronen. Han var emellertid så avskydd av befolkningen att de brittiska trupperna måste stanna i Kabul. 
År 1841 reste sig invånarna i Kabul mot Shah Shuja och hans främmande beskyddare. De brittiska diplomaterna Sir Alexander Burnes och Sir William Macnaghten dödades under oroligheterna, och upproret bredde ut sig över hela landet. Snart blev den engelska garnisonens läge förtvivlat, inte minst därför att de flesta av officerarna och soldaterna tagit sina hustrur och barn från Indien till Kabul. I januari 1842 utrymde de brittiska trupperna Kabul för att kämpa sig tillbaka till Indien. Under reträtten blev de dag och natt anfallna av afghaner. Till sist överlämnade befälhavaren alla europeiska kvinnor och barn till afghanernas ledare, Dost Muhammeds son Akbar Khan, som lovade att skicka dem välbehållna till Indien.[källa behövs] Större delen av armén dog under reträtten, andra blev tillfångatagna och endast ett fåtal nådde fram till fortet i Jalalabad med budskapet om nederlaget i de afghanska bergen.
I september marscherade sir George Pollock mot Afghanistan för att ta hämnd och åter försöka lägga landet under sig. Afghanerna blev slagna, Kabul återtogs och upprorsledarna straffades strängt. På order från London utrymde emellertid trupperna åter landet varefter Dost Muhammed återfick sin tron.

## William Brydon
Runt hela jorden gick nyheten om brittiska arméns förlust av den styrka på 16 500 man som tågade från Kabul till Indien 6 januari 1842. Den inte helt korrekta  informationen var att enbart fältläkare William Brydon kom fram till det brittiska fortet i Jalalabad en vecka senare och på frågan "Var är armén?" ska han ha svarat: "Det är jag som är armén." William Brydons ankomst till Jalalabad är målad av Elisabeth Butler i verket Återstoden av en armé från 1879.